# Не играј се љубављу
Не играј се љубављу је југословенски телевизијски филм из 1968. године. Режирао га је Сава Мрмак а сценарио је написао Алфред де Мусет.

## Улоге
| Глумац                | Улога                       |
| --------------------- | --------------------------- |
| Петар Словенски       | Барон                       |
| Михаило Миша Јанкетић | Пердикан, син Баронов       |
| Дубравка Перић        | Чамила, сестричина Баронова |
| Рахела Ферари         | Мисс Плиш                   |
| Јожа Рутић            | Опат Блазије                |
| Морис Леви            | Опат Бриден, капелан        |
| Ирена Колесар         | Резета, сељанчица           |
| Марија Милутиновић    | Резета                      |

Остале улоге ▼
| Глумац              | Улога       |
| ------------------- | ----------- |
| Иван Бекјарев       | Млади сељак |
| Ђурђија Цветић      | Певачица    |
| Соња Хлебш          | Сељанка     |
| Весна Латингер      | Певачица    |
| Маринко Николић     |             |
| Љиљана Радосављевић | Певачица    |
| Бранка Веселиновић  | Сељанка     |